# 克劳斯·蒂勒
克劳斯·蒂勒（德語：Klaus Thiele，1958年1月21日—），德国前男子田径运动员，主攻400米短跑。他曾代表东德参加1980年夏季奥林匹克运动会田径比赛，获得男子4×400米接力银牌。